# シーズ・オールウェイズ・ア・ウーマン
「シーズ・オールウェイズ・ア・ウーマン」（She's Always a Woman）は、ビリー・ジョエルの楽曲。

## 概要
アルバム『ストレンジャー』（1977年）収録曲からの第5弾シングルとして発売された。B面は、同じく『ストレンジャー』収録の「ムーヴィン・アウト」。
ビルボード誌のシングル・チャートで、21位を記録。日本でもA面シングルに選ばれ、日本ではシングルカットされなかった「若死にするのは善人だけ」をB面に選んでシングルカットされている。
ゴードン・ライトフットの影響を受けた、アコースティック風な楽曲で、歌詞は当時の妻であり、ビリーのマネージャーも務めたエリザベス・ウェバーのために書いたラブ・バラードとなっている。
ビルボードマガジンはこの曲を劇的なバラードと評し、ボブ・ディランやポール・サイモンのバラードに匹敵する絶妙なオーケストレーションとメロディであるとこの曲を高く評価している。